# رابین ساکس
رابین ساکس (انگلیسی: Robin Sachs؛ ۵ فوریهٔ ۱۹۵۱ – ۱ فوریهٔ ۲۰۱۳) یک هنرپیشه و صداپیشه اهل بریتانیا بود. وی بین سال‌های ۱۹۷۲ تا ۲۰۱۳ میلادی فعالیت می‌کرد.
از فیلم‌ها یا برنامه‌های تلویزیونی که وی در آن نقش داشته است می‌توان به رزیدنت ایول: نفرین‌شدگی، جهان گمشده: پارک ژوراسیک، ماجراجویی کهکشانی، بزرگ‌دندان و سیرک خون‌آشام اشاره کرد.